# Derecske
Derecske es una ciudad en el condado de Hajdú-Bihar, en la región de la Gran Llanura del Norte del este de Hungría.

## Historia
La ciudad fue mencionada por primera vez en 1291.

## Geografía
Tiene una superficie de 103,58 kilómetros cuadrados y tiene una población de 8 413 personas (2024). 

## Ciudades hermanadas
Derecske está hermanada con:
- Cristuru Secuiesc, Rumanía
- Držkovce, Eslovaquia
- Huedin, Rumanía
- Koszyce, Polonia
- Mátraderecske, Hungría
- Pápadereske, Hungría
- Salonta, Rumanía